# Bulbophyllum triflorum
Bulbophyllum triflorum là một loài phong lan thuộc chi Bulbophyllum.